# Альдегунда Португальская
Инфанта Альдегунда Португальская, герцогиня Гимарайнш (10 ноября 1858, Вертхайм, Штутгарт — 15 апреля 1946, Берн) — пятый ребенок и четвёртая дочь короля Португалии Мигеля I и его жены Аделаиды Лёвенштейн-Вертгейм-Розенбергской. Принадлежала к династии Браганса по рождению, а после брака с принцем Генрихом Бурбон-Пармским стала членом дома Пармских Бурбонов. Также была регентом монархии Португалии и по этой причине ей было присвоен титул герцогини Гимарайнш.

## Биография
Альдегунда де Хесус Мария Франциска де Ассис де Паула Аделаида Эулалиа Леопольдина Карлота Микаэла Рафаэла Габриэла Гонзага Инеш Изабель Авелина Анна София Эстанислая Бернардина, инфанта Португалии, Герцогиня Гимарайнш, родилась в Броннбахе (в настоящее время в составе Вертхайма) в Германии, где её родители жили в изгнании. Её отец умер рано и её дядя по материнской линии Карл Лёвенштейн-Вертгейм-Розенбергский стал для неё вторым отцом.

### Брак
Альдегунда вышла замуж за принца Генриха Бурбона-Пармского, графа Барди, четвёртого ребёнка и младшего сына Карла III, герцога Пармы и его жены принцессы Луизы Марии Терезы Французской, 15 октября 1876 года в Зальцбурге. Генрих ранее был женат на принцессе Марии Луизе Бурбон-Сицилийской, которая умерла через три месяца после свадьбы в возрасте 19 лет в 1874 году. Брак Альдегунды был бездетным. Её девять беременностей закончились выкидышами. Это было большим горем для супругов. Пара жила в Замке Себастьян в Австрии и дворце Ведндрами-Калигари в Венеции. Альдегунда провела долгие годы возле постели мужа, который был парализован. Граф Барди был описан родственниками как неприятный человек, постоянно тиранивший жену. Спустя почти тридцать лет брака, Альдегунда стала вдовой в 1905 году. Рядом с ней было много её племянников, в частности, её племянница, Великая герцогиня Люксембурга Мария-Аделаида, которая была с ней до своей смерти.

## Регент
Между 1920 и 1928 годами Альдегунда выступала в качестве регента от имени своего племянника герцога Дуарте, которому было всего двенадцать лет, когда его отец Мигель отказался от своих претензий на престол в пользу своего сына. В начале своего регентства в 1920 году Альдегунда стала 7-й герцогиней Гимарайнш. В 1921 году она стала автором манифеста дома Браганса о восстановлении португальской монархии. Во время своего регентства, Альдегунда подписала соглашение с бывшим королём Мигелем II, в котором он признал герцога Дуарте своим наследником. Дуарте жил с ней в замке Себастьян до немецкой оккупации Австрии, когда вся семья переехала в Берн, где она и умерла 15 апреля 1946 года в возрасте 87 лет.

## Титулы
- 10 ноября 1858 — 15 октября 1876: Её Королевское Высочество Инфанта Альдегунда Португальская, Принцесса Браганса
- 15 октября 1876 — 14 апреля 1905: Её Королевское Высочество Герцогиня Барди, Инфанта Португалии, Принцесса Браганса
- 14 апреля 1905—1920: Её Королевское Высочество Вдовствующая герцогиня Барди, Инфанта Португалии, Принцесса Браганса
- 1920 — 15 апреля 1946: Её Королевское Высочество Герцогиня Гимарайнш, Вдовствующая герцогиня Барди, Инфанта Португалии, Принцесса Браганса